# ربات‌های کشتار
ربات‌های کشتار (به انگلیسی: Murder Drones) یک سریال اینترنتی در سبک‌های مستقل و کمدی ترسناک می‌باشد که توسط لیام ویکرز ساخته و توسط گلیچ پروداکشنز تولید شده‌است.